# Вітєзслав Галек
Вітєзслав Галек (чеськ. Vítězslav Hálek, 5 квітня 1835, Одолена-Вода, Богемське королівство, Австрійська імперія — 8 жовтня 1874 Прага, Богемське королівство, Австро-Угорщина) — видатний чеський поет, прозаїк, драматург, літературний критик і публіцист. Разом з Яном Нерудою він вважається засновником сучасної чеської поезії.

## Біографія
Галек народився в містечку Долінек в 1835 році. Освіту здобув в академічній гімназії у Празі. Потім він вступив на філософський факультет Карлового університету. Собі на навчання Вітєзслав заробляв приватним учителем у багатій родині адвоката Горачека. Вивчення філософії він кинув.
Галек вирішив повністю присвятити себе літературі. В цей час він закохався в дочку Горачека Доротку, яка надихала його на написання любовних віршів. Через десять років відносин Галек одружився з Дороткою, що також позбавило його від матеріальних проблем. Незабаром у них народився син Іван.
Письменник працював і в газетах. Він публікував статті про літературу, театр, писав фейлетони. Також Галек був головним редактором журналів Lumír, Zlatá Praha і Květy.
Суспільство висунуло Галека на перше місце серед його літературних сучасників. Він випередив навіть Яна Неруду. Його збірка поезії Večerní písně («Вечірні пісні»), яка оспівує щасливе кохання як вищу цінність, була дуже популярна серед молодих читачів. Але в 1880 році його творчість піддалася безжальній критиці. Тільки в першій половині 20-х років літературна робота Вітєзслава Галека була знову оцінена, перш за все, завдяки своїй чуттєвості і виразності.
З епічних творів Галека варто відзначити «Pohádky z naší vesnice» («Казки з нашого села»), збірник балад і романсів, що зображують веселі і трагічні історії з життя сільських людей або характеризують своєрідних героїв. Цінуються і розповіді Галека, особливо сільські, в яких він піднімає проблеми любові, нерозуміння між дітьми і батьками і протиставляє матеріальні блага багатому духовному світу людей, що живуть в гармонії з природою. У драматургії Вітезслав Галек не досяг великого успіху. Він намагався писати романтичні драми в високому стилі.
Також Галек редагував видання Слов'янська бесіда.
Поет і письменник помер в 1874 році всього в 39 років від плевриту і похований на Вишеградському цвинтарі. Пам'ятник Вітєзславу Галеку знаходиться на Карловій площі в Празі.

## Твори
- Večerní písně (Вечірні пісні, 1859)
- V přírodě (На природі, 1872)

### Драми
- Carevič Alexej («Царевич Олексій», 1830)
- Záviš z Falkenštejna («Завіш з Фалькенштейна», 1860)
- Král Rudolf («Король Рудольф», 1860)
- Král Vukašín («Король Вукашин», 1862)
- Amnon a Tamar («Амнон і Тамара», 1866)